# Johnny Cash sings the Ballads of the True West
Johnny Cash sings the Ballads of the True West je konceptualni dvostruki album Johnnyja Casha, njegov 21., objavljen 1965. u izdanju Columbia Recordsa. Obrađujući dvadeset pojedinačnih pjesama, album, kao što to i naslov sugerira, sadrži razne balade i druge pjesme tematski povezane s Divljim zapadom. Primjeri su "The Ballad of Boot Hill" Carla Perkinsa, "Streets of Laredo", i jedini singl s albuma, "Mr. Garfield", koja opisuje šok koji je među stanovništvom izazvalo ubojstvo predsjednika Jamesa Garfielda. Jedna od pjesama, "25 Minutes to Go", izvest će se kasnije u zatvoru Folsom te na Cashovu slavnom albumu At Folsom Prison snimljenom 1968. Album je 2002. reizdan pod etiketom Legacy Recordingsa, s dvjema bonus pjesmama, od kojih je jedna bila instrumentalna verzija već postojeće pjesme s albuma.

## Popis pjesama
1. "Hiawatha's Vision" – 2:25
2. "The Road to Kaintuck" (June Carter) – 2:43
3. "The Shifting Whispering Sands, Part I" (Jack V.C. Gilbert, Mary Margaret Hadler) – 2:54
4. "The Ballad of Boot Hill" (Carl Perkins) – 3:48
5. "I Ride an Old Paint" (Narodna) – 2:58
6. "Hardin Wouldn't Run" – 4:19
7. "Mr. Garfield" (Ramblin' Jack Elliott) – 4:35
8. "Streets of Laredo" (Narodna) – 3:39
9. "Johnny Reb" (Merle Kilgore) – 2:50
10. "A Letter from Home" (Maybelle Carter, Dearest Dean) – 2:35
11. "Bury Me Not on the Lone Prairie" (Narodna) – 2:26
12. "Mean as Hell" – 3:07
13. "Sam Hall" (Tex Ritter) – 3:15
14. "25 Minutes to Go" (Shel Silverstein) – 3:14
15. "The Blizzard" (Harlan Howard) – 3:53
16. "Sweet Betsy from Pike" (Jimmie Driftwood) – 3:57
17. "Green Grow the Lilacs" (Narodna) – 2:47
18. "Stampede" (Peter La Farge) – 4:01
19. "The Shifting Whispering Sands, Part II" (Jack Gilbert, Mary Hadler) – 2:28
20. "Reflections" – 2:58

### Bonus pjesme
1. "Rodeo Hand" (Peter La Farge) – 2:27
2. "Stampede" (Peter La Farge) – 1:07

## Izvođači
- Johnny Cash - vokali, gitara
- Luther Perkins - gitara
- Norman Blake, Jack Clement - akustična gitara
- Bob Johnson - 12-žičana gitara, flauta, bendžo, mandočelo
- Marshall Grant - bas
- W.S. Holland - bubnjevi
- Michael N. Kazak - bubnjevi
- Bill Pursell - klavir, čembalo
- Charlie McCoy - harmonika
- Maybelle Carter - autoharfa
- The Carter Family, The Statler Brothers - prateći vokali

## Ljestvice
Singlovi - Billboard (Sjeverna Amerika)
| Godina | Singl          | Ljestvica        | Pozicija |
| ------ | -------------- | ---------------- | -------- |
| 1965.  | "Mr. Garfield" | Country singlovi | 15       |

## Mean as Hell
U ožujku 1966., Columbia je objavila Mean as Hell, singl LP verziju Johnny Cash sings the Ballads of the True West. Probio se na 4. mjesto country ljestvice albuma, ali nije objavljen na CD-u.

### Popis pjesama
1. "The Shifting Whispering Sands"
2. "I Ride an Old Paint"
3. "The Road to Kaintuck"
4. "A Letter from Home"
5. "Mean as Hell"
6. "25 Minutes to Go"
7. "Mr. Garfield"
8. "The Blizzard"
9. "Streets of Laredo"
10. "Sweet Betsy from Pike"
11. "Stampede"
12. "Bury Me Not on the Lone Prairie"

## Ljestvice
Album - Billboard (Sjeverna Amerika)
| Godina | Ljestvica      | Pozicija |
| ------ | -------------- | -------- |
| 1965.  | Country albumi | 4        |

## Vanjske poveznice
- Podaci o Johnny Cash sings the Ballads of the True West i tekstovi pjesama
- Podaci o Mean as Hell i tekstovi pjesama